# 心理學家謬誤
心理學家謬誤（英語：psychologist's fallacy），是指某人在分析一個行為時，預設其個人感覺具有普遍性（推己及人）。這是一種以偏概全，屬非形式謬誤。簡單而常見的例子是：「我這樣，其他人一定也這樣。」
例如有人在陌生的地方會感到惶恐不安，因而盡量減少走動，這是一種常見的情況；另一種常見的情況是對陌生的地方感到新鮮、好奇，因而盡量四處走動。如果一個人基於自己在陌生的地方會減少走動而推論所有人在陌生的地方都會減少走動，或一個人基於自己在陌生的地方會四處走動而推論所有人在陌生的地方都會四處走動，便犯了心理學家謬誤。
另一個心理學家謬誤的例子是看到就算在有殺人犯被判處並執行死刑的狀況下依舊有兇殺案發生、對特定犯罪加重處罰後相關罪案依舊層出不窮，就假定死刑不能讓任何潛在的殺人犯放棄殺人的念頭、加重處罰不能減少人們的犯罪行為，但事實上正因為很多感覺沒有普遍性，因此不能因為有人不顧死刑的可能性而殺人或不怕重罰而繼續犯罪，就假定所有的罪犯都是如此，並進而認為死刑和重罰完全無助治安。